# قریس
قریس، روستایی است از توابع بخش صفاییه و در شهرستان خوی استان آذربایجان غربی ایران. این روستا در حدود ۳۱ کیلومتری شمال غرب شهرستان خوی و ۴/۵ کیلومتری جنوب غربی جادهٔ خوی به چالدران قرار گرفته‌است. این روستا در ۱۳۷۹ از دهستان فیرورق، بخش مرکزی شهرستان خوی جدا و به توابع دهستان سکمن‌آباد، بخش صفائیه شهرستان خوی پیوست

## جمعیت
این روستا در دهستان سکمن‌آباد قرار داشته و بر اساس سرشماری سال ۱۳۹۵ جمعیت آن ۶۰۵ نفر (۱۸۲ خانوار) بوده‌است.
سکونت در قریس در سه دورهٔ متمایز صورت گرفته‌است:
- دورهٔ نخست، مربوط به سال‌های پیش از سده دهم قمری است. بخش قدیمی، که به این دوره تعلق دارد، در ضلع شمال غربی روستا واقع شده و در حال حاضر، ‏کاملاً متروکه است و آثار اندکی در آن به صورت دیوارک‌ها و بقایایی از سفال و دیگر مظاهر زندگی در دامنهٔ کوه مشرف به روستا دیده می‌شود.
- دورهٔ دوم مربوط به دوران سکونت ارمنیان در روستاست. از این مقطع زمانی کلیسایی در ضلع شمالی ورودی روستا و نیز واحدهای ساختمانی ای در جنوب غربی آن برجا مانده. ‏معماری واحدهای ساختمانی چینه ای یا خشتی با پوشش‌های چوبی است. امروزه، این ساختمان‌ها متروکه شده و تنها شمار اندکی از آنها باقی مانده‌است.
- دورهٔ سوم مربوط به وضعیت کنونی بافت جمعیتی روستاست. در این مرحله تمامی ساکنان ارمنی روستا را ترک کردند.

## آثار تاریخی
کلیسای مریم مقدس (قریس) مشتمل بر نمازخانه‌ای منفرد و مستطیل شکل به طول ۳۰/ ۱۶ و عرض ۷۰ / ۹ متر و دارای محور اصلی شرقی-غربی است. سطح داخلی کلیسا پایین‌تر از زمین‌های اطراف است و فضای داخلی آن به شیوهٔ بازیلیکا سه ناوی و ستون دار ساخته شده‌است. صحن اصلی کلیسا با چهار ستون سنگی شش ضلعی با سرستون‌هایی به شیوه دوریک، که در دو ردیف موازی کنار هم قرار گرفته‌اند. در این کلیسا به لحاظ کارکردی سه بخش محل عوام، محل سرود خوانان و محراب وجود دارد.